# Зейд-Беєрланд
Зейд-Беєрланд (нід. Zuid-Beijerland) — село в нідерландській провінції Південна Голландія. Входить до муніципалітету Гуксе-Вард.
Його площа — 32,11 км², а населення станом на 2021 рік становило 3570 осіб.
До 1984 року мало статус окремого муніципалітету.

## Галерея

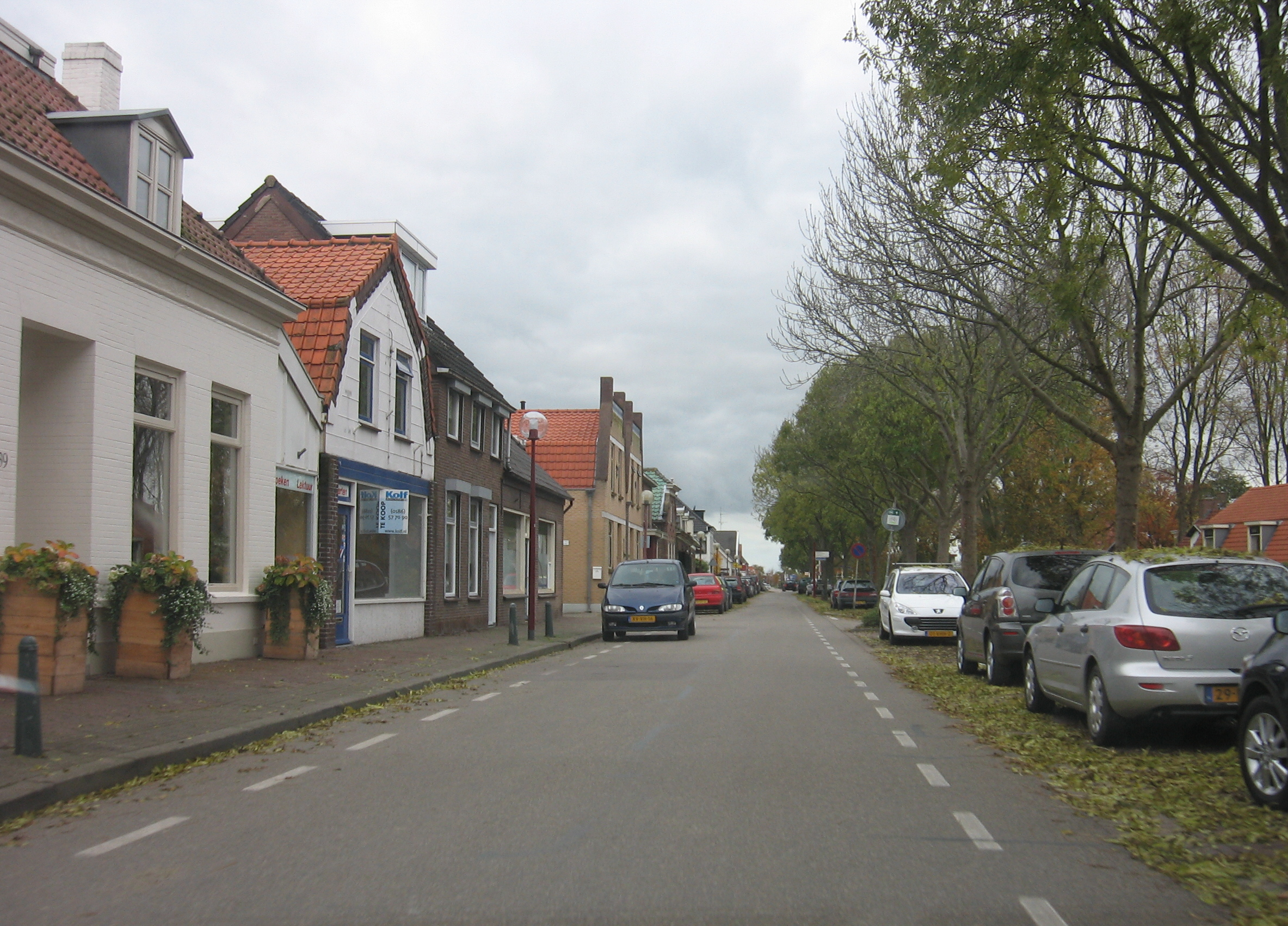
Вулична панорама
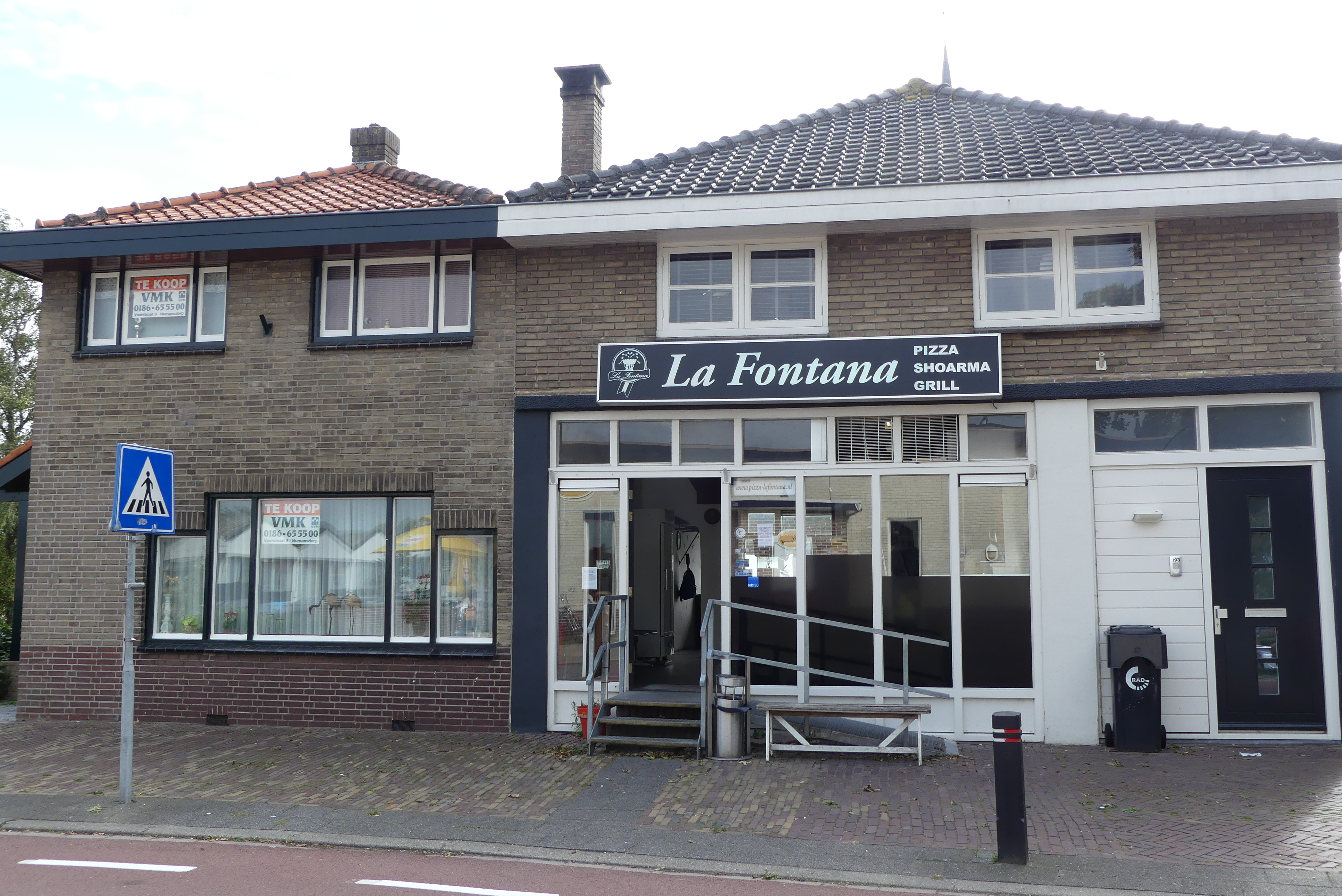
Сільська забудова
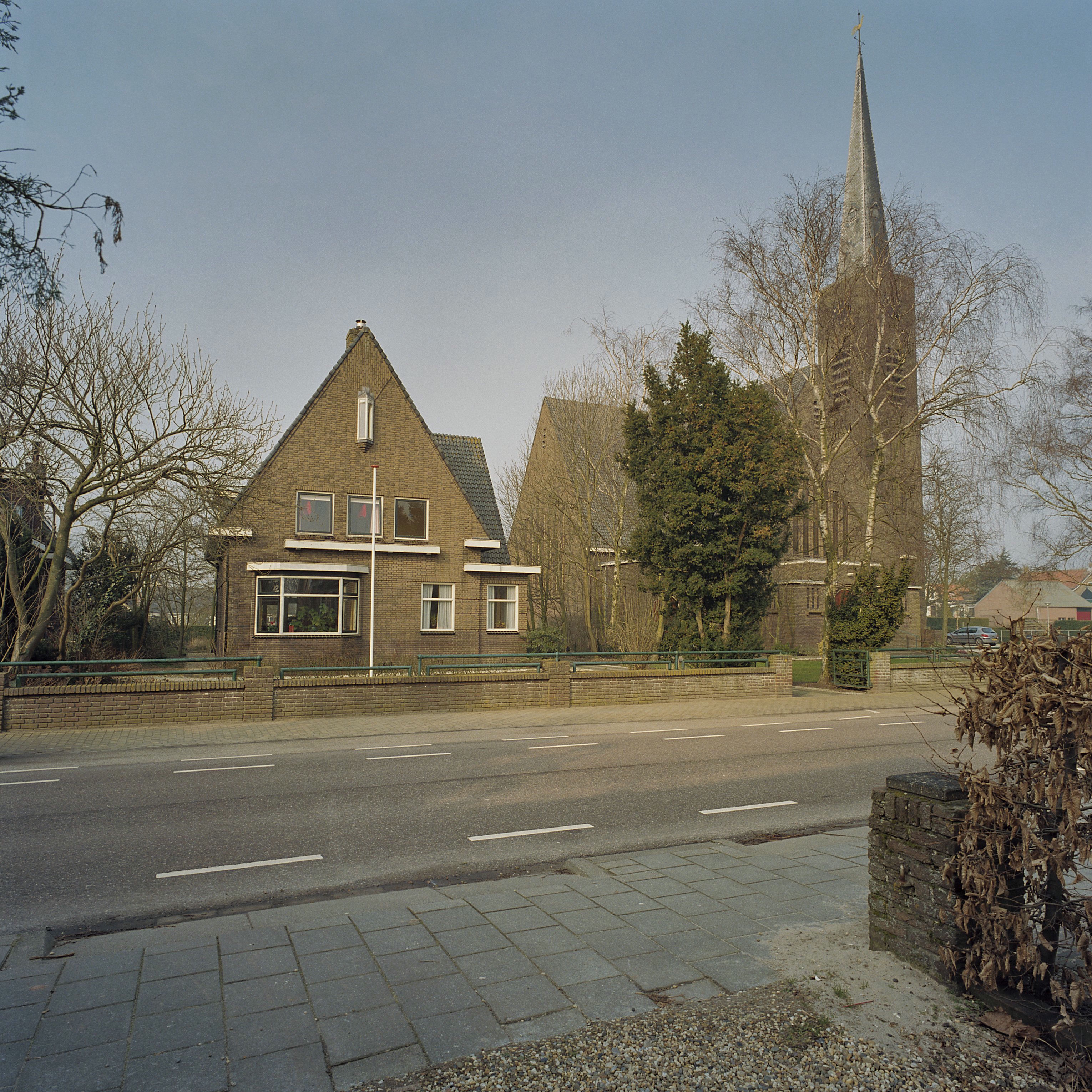
Реформістська церква й будинок почту
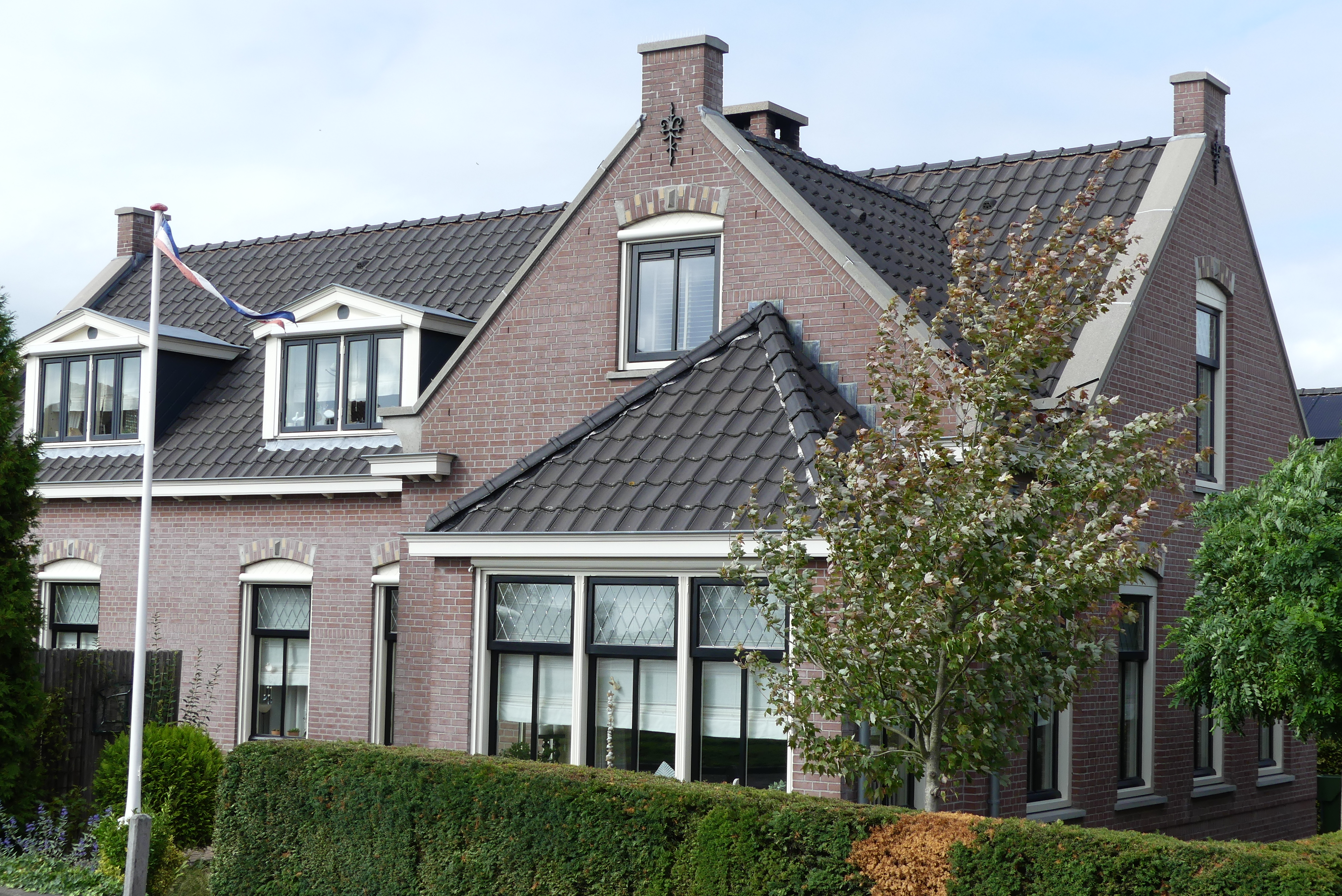
Будинок у Зейд-Беєрланді